# Apłaci
Apłaci (bułg. Аплаци) – wieś w Bułgarii, w obwodzie Wielkie Tyrnowo, w gminie Elena. Obecnie w miejscowości żyje jeden mieszkaniec.